# Костяков, Иван Мартынович
Костяков, Иван Мартынович (5 декабря 1916 — 27 января 1983) — хакасский писатель и поэт. Участник Великой Отечественной войне. 

## Биография
Иван Костяков родился в улусе Синявино (ныне Усть-Абаканский район Хакасии) 5 декабря 1916 года. Окончил семилетнюю школу и кооперативную школу в Канске. Работал в системе потребкооперации, затем перешёл в Аскизскую районную газету «Ударник», а после в областную газету «Хызыл аал». После войны стал работать в отделе пропаганды и агитации Хакасского обкома КПСС. Возглавлял Хакасское книжное издательство.
Первые произведения Костякова были опубликованы в конце 1930-х годов. Поэзия Костякова представлена сборниками «Новогодняя ёлка» (Наа чыл елказы), «Новая степь» (Наа чазы), «Песня счастья» (Часка ыры) и др. Для детей им были написаны сборники рассказов «По звериным тропам» (Ан чолларынча) и «Мои друзья» (Минін нанчыларым). Широкую известность получила повесть Костякова «Шёлковый пояс» (Чібек хур) о войне и о любви. Костяков перевёл на хакасский язык многие русские народные песни, а также песни советского времени.